# Jack Davis
Jack Wells Davis (ur. 11 września 1930 w Amarillo, zm. 20 lipca 2012 w San Diego – amerykański lekkoatleta, płotkarz, dwukrotny wicemistrz olimpijski.
Specjalizował się w biegu na 110 metrów przez płotki. Na igrzyskach olimpijskich w 1952 w Helsinkach zdobył srebrny medal na tym dystansie uzyskując taki sam czas jak zwycięzca Harrison Dillard. W 1953 i 1954 był niepokonany. W 1955 został mistrzem Igrzysk Panamerykańskich w Meksyku, wyprzedzając Keitha Gardnera z Jamajki. W 1956 ustanowił rekord świata w biegu na 110 metrów przez płotki wynikiem 13,4 s. Był zdecydowanym faworytem na igrzyskach olimpijskich w 1956 w Melbourne. Ponownie jednak zdobył srebrny medal przegrywając z Lee Calhounem (również w tym samym czasie co zwycięzca).
Zwyciężał w mistrzostwach USA (AAU) na 200 metrów przez płotki w 1951 oraz na 120 jardów przez płotki i 220 jardów przez płotki w 1953 i 1954, a także w akademickich mistrzostwach USA (NCAA) na 110 m przez płotki w 1952, na 120 jardów przez płotki w 1951 i 1953 oraz na 220 jardów przez płotki w 1953.